# Verwendungsgruppe
Mit Verwendungsgruppe hatte die Deutsche Reichsbahn bzw. die Deutsche Bundesbahn eine Gruppe von Personenwagen für Schnellzüge oder Eilzüge bezeichnet, denen gewisse gemeinsame Baugrundsätze zu Grunde liegen. Verwendungsgruppen mit ungerader Nummer bezeichnen Schnellzugwagen, mit gerader Nummer dagegen Eilzugwagen. Die Nummern geben dabei das ungefähre Jahr an, in dem die jeweiligen Wagen-Bauarten erstmals in Dienst gestellt wurden.

## Deutsche Reichsbahn
Die Verwendungsgruppen wurden durch die Deutsche Reichsbahn entwickelt, um ihren sehr heterogenen Personenwagenpark aus Fahrzeugen der Länderbahn-Bauarten und von der Deutschen Reichsbahn entwickelten Einheitsbaureihen rational verwalten und einsetzen zu können.
Die Verwendungsgruppe ist hierbei nicht mit der von der DRG verwendeten Bauart zu verwechseln. So gehören die Wagen der Bauart 28 beispielsweise der Verwendungsgruppe 29 an, die auch genietete Wagen der Bauarten 28, 29, 30 und 33 umfasst. Die Verwendungsgruppe 29 beinhaltet aber darüber hinaus auch geschweißte Wagen der Bauarten 31-34.

## Deutsche Bundesbahn
Die Deutsche Bundesbahn teilte auch ihre eigenen Neubauten in Verwendungsgruppen ein. Durch die Ausmusterung von Altbauwagen der Länder- und Einheitsbauarten und dem zunehmend homogenen Wagenpark der Bundesbahn wurden die Verwendungsgruppen nach und nach abgeschafft und ab ca. 1966 nicht mehr verwendet.

### Schnellzugwagen
Bei den Schnellzugwagen unterscheidet man nach folgenden Verwendungsgruppen:
- Gruppe 05 – Länderbahn-Schnellzugwagen in Holzbauart
- Gruppe 15 – Länderbahn-Schnellzugwagen in Stahlbauart
- Gruppe 23 – Wagen der Einheitsbauarten 1923–1927 („Hechtwagen“)
- Gruppe 29 – Wagen der Einheitsbauarten 1928–1934
- Gruppe 35 – Wagen der Einheitsbauarten 1935–1938
- Gruppe 39 – Wagen der Einheitsbauarten 1938–1942 („Schürzenwagen“) sowie Prototypen des Baujahres 1952
- Gruppe 53 – Wagen der 26,4-m Bauart ab 1952 mit Drehtüren („UIC-X-Wagen“ der DB)
- Gruppe 61 – Wagen der 26,4-m Bauart ab 1960 in verstärkter Ausführung mit Drehfalttüren
- Gruppe 63 – Wagen der 26,4-m Bauart ab 1962 mit Klimaanlage („Rheingold-Wagen“)

### Eilzugwagen
Bei den Eilzugwagen unterscheidet man nach folgenden Verwendungsgruppen:
- Gruppe 30 – Wagen der Einheitsbauarten 1929–1934
- Gruppe 36 – Wagen der Einheitsbauarten 1935–1939
- Gruppe 44 – Wagen der Einheitsbauarten 1940, 1943–1944 („Schürzeneilzugwagen“)
- Gruppe 52 – Wagen der neuentwickelten 26,4-m Bauart ab 1952 (u. a. „Mitteleinstiegswagen“), sowie Doppelstockwagen-Prototypen

## Deutsche Reichsbahn
Die Deutsche Reichsbahn führte zu DDR-Zeiten ein eigenes Bezeichnungsschema ein:
- Die Schürzenwagen waren als Verwendungsgruppe D1,
- die 35er-Serie als D2,
- die Wagen der Gruppe 29 als D3 und
- die Wagen der 23er und 26er-Bauarten als D4 bzw. D5 eingeordnet.